# Perry (Míchigan)
Perry es una ciudad ubicada en el condado de Shiawassee en el estado estadounidense de Míchigan. En el Censo de 2010 tenía una población de 2188 habitantes y una densidad poblacional de 266,16 personas por km².

## Geografía
Perry se encuentra ubicada en las coordenadas 42°49′54″N 84°13′18″O / 42.83167, -84.22167. Según la Oficina del Censo de los Estados Unidos, Perry tiene una superficie total de 8.22 km², de la cual 7.56 km² corresponden a tierra firme y (8.03%) 0.66 km² es agua.

## Demografía
Según el censo de 2010, había 2188 personas residiendo en Perry. La densidad de población era de 266,16 hab./km². De los 2188 habitantes, Perry estaba compuesto por el 96.85% blancos, el 0.32% eran afroamericanos, el 0.37% eran amerindios, el 0.27% eran asiáticos, el 0.09% eran isleños del Pacífico, el 0.46% eran de otras razas y el 1.65% pertenecían a dos o más razas. Del total de la población el 1.69% eran hispanos o latinos de cualquier raza.